# Tlalcospa
Tlalcospa är en ort i Mexiko.   Den ligger i kommunen Tehuipango och delstaten Veracruz, i den sydöstra delen av landet, 240 km öster om huvudstaden Mexico City. Tlalcospa ligger 2 240 meter över havet och antalet invånare är 448.
Terrängen runt Tlalcospa är kuperad åt sydväst, men åt nordost är den bergig. Runt Tlalcospa är det ganska tätbefolkat, med 134 invånare per kvadratkilometer. Närmaste större samhälle är Zongolica, 18,7 km norr om Tlalcospa. Omgivningarna runt Tlalcospa är en mosaik av jordbruksmark och naturlig växtlighet.